# 長井道利
長井道利（日语：／ Nagai Michitoshi，？—1571年9月17日）是日本戰國時代武將，齋藤氏家臣，父親可能是長井長弘或長井利隆（《美濃明細記》）之子齋藤道三之弟（《武家事紀》）。另外，有說法指道利是道三在年輕時誕下之子，在齋藤義龍出生後才被當作庶子看待また道三（橫山住雄《齋藤道三》），妻子是東常慶之女，子女是井上道勝、井上賴次和井上時利，最初擔任美濃竹ヶ鼻城主，後來轉任美濃關城主，通稱隼人佐，法名德翁。
道利仕於道三、義龍和齋藤龍興的齋藤氏3代，勢力範圍在美濃可兒郡和中濃一帶，活躍於與織田氏的戰事。

## 生涯
道利最初出仕於稻葉山城主道三，不過隨著道三與嫡子義龍的關係惡化，在弘治元年（1555年），道利靠攏義龍，並且建議義龍暗殺其弟，受到道三寵愛的齋藤孫四郎和齋藤喜平次等人，最終義龍謀殺了兩人。弘治2年（1556年）爆發的長良川之戰中，道利與兒子道勝一同替義龍效力，最終道三戰死，道利亦就此仕於義龍，但是卻逐漸被義龍視為危險而疏遠。永祿4年（1561年），義龍死後，道利以家老的身份仕於其子龍興。
永祿5年（1561年），郡上郡八幡城主遠藤盛數死去，由其子13歲的遠藤慶隆繼承家督之位，對此遠藤氏家臣深感憂慮，決定讓道利與慶隆之母成婚，並且成為慶隆的後見人。
永祿7年（1564年），竹中重治奪取稻葉山城後，郡上木越城主遠藤胤俊亦出兵攻打八幡城，慶隆移至苅安城（現郡上市美並町）抵抗胤俊，龍興重奪稻葉山城後，道利在翌年（1564年）派兵支援慶隆，最終胤俊退兵。
按顏戶八幡神社（現御嵩町）的上樑記牌記載，在永祿8年（1565年）4月，作為龍興代官的道利至少支配可兒郡和加茂郡，金山城也屬於他的管轄範圍。有些說法指出，道利將金山城作為根據地，從而指揮齋藤氏東部的行軍，關城則是副城。
道三的女婿尾張的織田信長開始進攻美濃後，道利帶領300士兵在永祿8年（1565年）夏天進攻木下秀吉身處的鵜沼城，但是遭到木下秀長從側面突襲，讓秀吉成功逃脫。同年9月，道利與齋藤氏家臣堂洞城主岸信周為了攻佔轉投織田氏的佐藤忠能居城加治田城而出兵，但是信周在堂洞合戰中戰死後，道利便守在關城，後來被織田軍的齋藤利治攻佔。
其後，道利與繼子慶隆繼續對抗信長，永祿10年（1567年），稻葉山城被攻佔後，他與龍興一同逃亡至伊勢（亦有說法是離開龍興，成為浪人）。元龜元年（1570年）爆發的長島一向一揆中，道利協助一揆與信長對抗。及後按《寬永諸家系圖傳》記載，道利出仕於與信長不和的室町幕府第15任將軍足利義昭。元龜2年（1571年）8月28日，道利在攝津爆發的白井河原之戰中戰死。另外有說法指道利與龍興一同死於天正元年（1573年）爆發的刀根坂之戰。有些說法認為道利死於稻葉山城之戰。
其後，道利之子道勝、賴次和時利等改姓井上，先後出仕於信長和豐臣秀吉。

## 登場作品
影視劇
- 《盜國物語（日语：国盗り物語 (NHK大河ドラマ)）》（1973年NHK大河劇，演員：森幹太）
- 《織田信長（日语：織田信長 (1989年のテレビドラマ)）》（1989年TBS電視劇，演員：宮內洋）
- 《信長KING OF ZIPANGU》（1992年NHK大河劇，演員：濱田晃（日语：浜田晃））